# Micești
Micești est une commune du județ d'Argeș en Roumanie.